# Cotter (Iowa)
Cotter – miasto w Stanach Zjednoczonych, w stanie Iowa, w hrabstwie Louisa.

## Demografia
Zgodnie ze spisem statystycznym z 2000, miasto liczyło 48 mieszkańców. W 2023 liczba mieszkańców spadła do 37 osób, a gęstość zaludnienia poniżej 62 osób/km².